# Ann Rule
Ann Rule (Lowell, 22 ottobre 1931 – Burien, 26 luglio 2015) è stata una scrittrice e poliziotta statunitense.

## Biografia
Ha lavorato nel dipartimento di polizia di Seattle, dove risiedeva. Ha svolto studi di psicologia, criminologia e tecniche investigative, è considerata un'esperta di serial killer: fu infatti biografa, amica e confidente di Ted Bundy che, nel periodo in cui i due si frequentarono, non le rivelò mai la sua attività criminale. Dal 1969 si è dedicata alla scrittura pubblicando migliaia di articoli e numerosi libri tra i quali Un estraneo al mio fianco (dedicato proprio alla sua esperienza col celebre assassino dal quale è stato tratto il film Uno sconosciuto accanto a me nel 2003), Piccoli sacrifici, Non te ne andrai e Un amore avvelenato.